# 14 juillet dans les chemins de fer
14 juin 14 août
Chronologies thématiques
- Croisades
- Sports
- Disney

Cette page concerne les événements qui se sont déroulés un 14 juillet dans les chemins de fer.

## Événements

### XIXesiècle
- 1878. France : inauguration du funiculaire de Saint-Jean à Saint-Just, par la Compagnie du chemin de fer de Lyon à Saint-Just qui a pris, en 1876 la suite de la Compagnie du chemin de fer de Lyon à Fourvière et à Saint-Just[1]

### XXesiècle
- 1945. France : La station Beaugrenelle, de la Ligne 10 du métro de Paris devient Charles Michels[2].

- 1992. Grande-Bretagne : publication par le gouvernement du livre blanc New opportunities for the railways (nouvelles chances pour le chemin de fer) qui définit les grandes lignes de la privatisation.

### XXIesiècle
- 2005. Russie : Les ingénieurs de l'armée russe testent un nouveau pont flottant pour usage ferroviaire sur la Volga.